# Oreláníkovité
Oreláníkovité (Bixaceae) je čeleď vyšších dvouděložných rostlin z řádu slézotvaré (Malvales). Jsou to dřeviny s nápadnými květy, rostoucí v tropech. Oreláník barvířský je zdrojem červeného barviva hojně používaného jihoamerickými indiány.

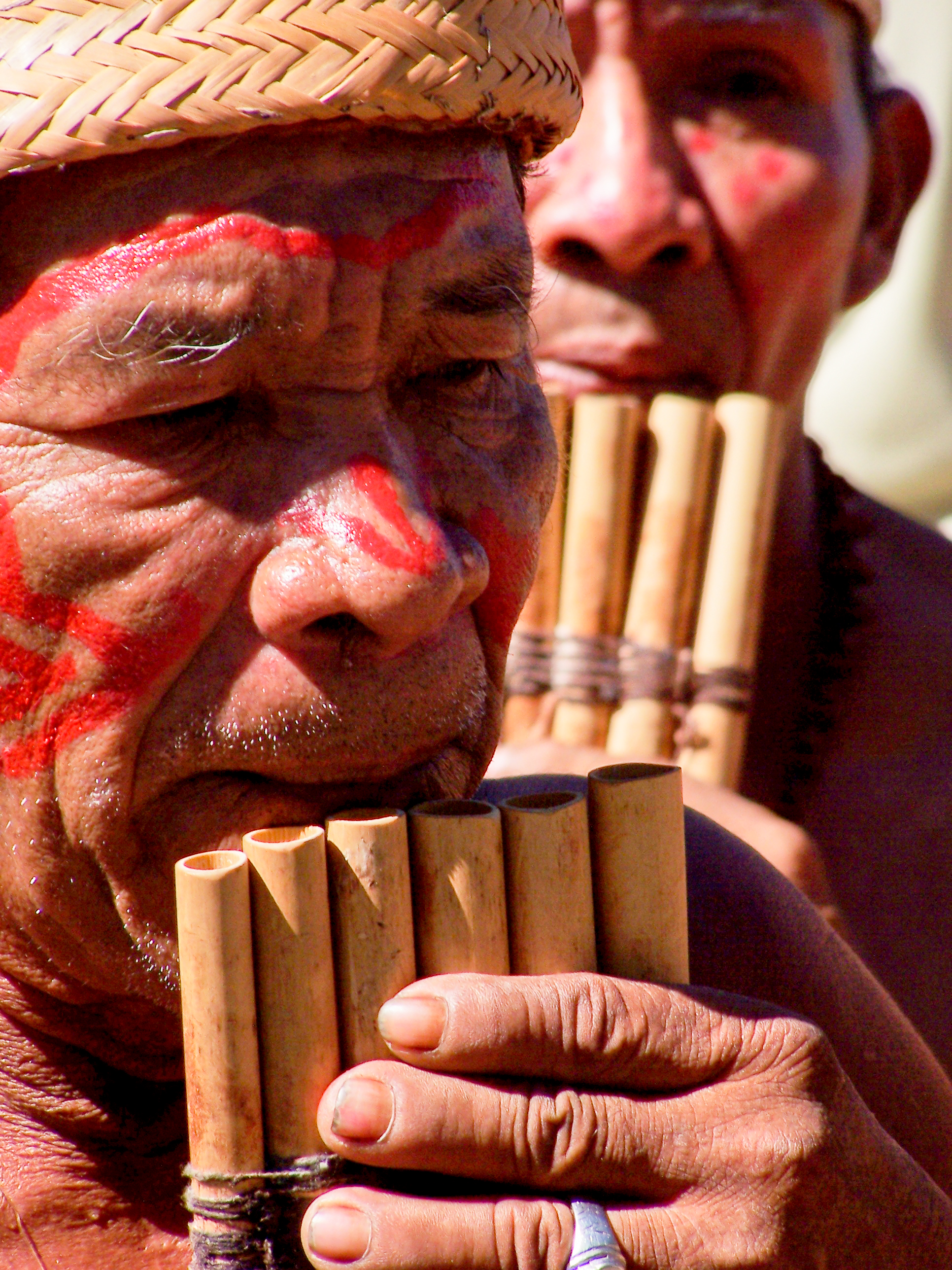
Amazonští indiáni ozdobení barvou urucú z oreláníku barvířského

## Popis
Oreláníkovité jsou stromy, keře a polokeře, často ronící červenou nebo oranžovou šťávu. Odění je z jednoduchých nebo štítnatých chlupů. Listy jsou jednoduché, střídavé, s dlanitou žilnatinou. Čepel listů je celistvá nebo dlanitě laločnatá.
Květy jsou nápadné, pravidelné nebo lehce dvoustranně souměrné, pětičetné, v koncových květenstvích. Kališní i korunní lístky jsou volné, koruna je bílá, růžová nebo žlutá. Tyčinek je mnoho a jsou volné. Semeník je svrchní, srostlý ze 2 až 5 plodolistů, s vrcholovou čnělkou a mnoha vajíčky v každém plodolistu. Plodem je mnohasemenná tobolka.

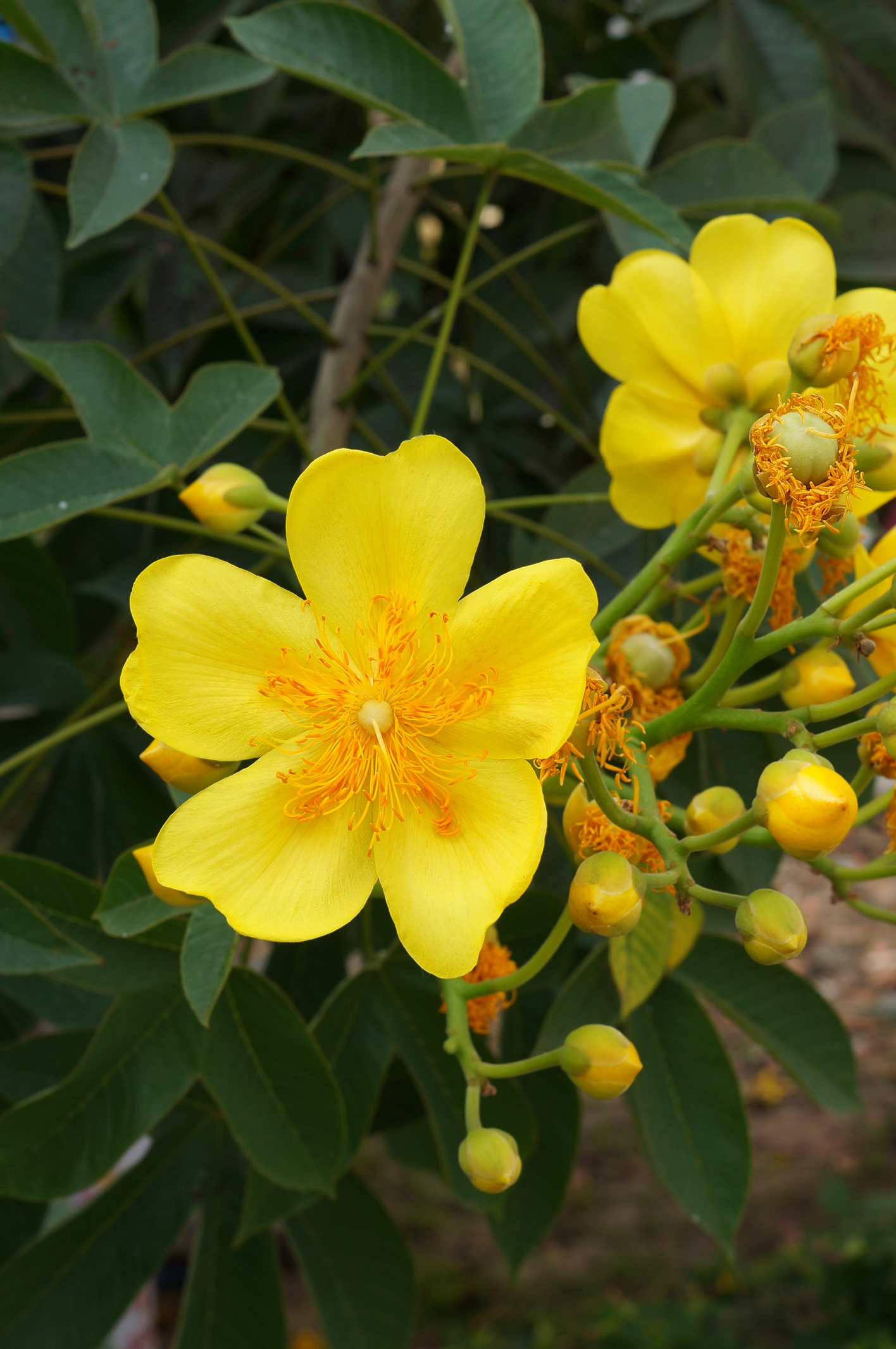
Květ Cochlospermum religiosum
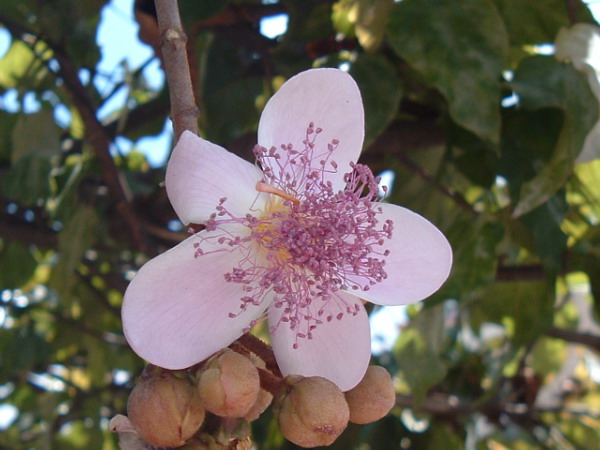
Květ oreláníku barvířského (Bixa orellana)
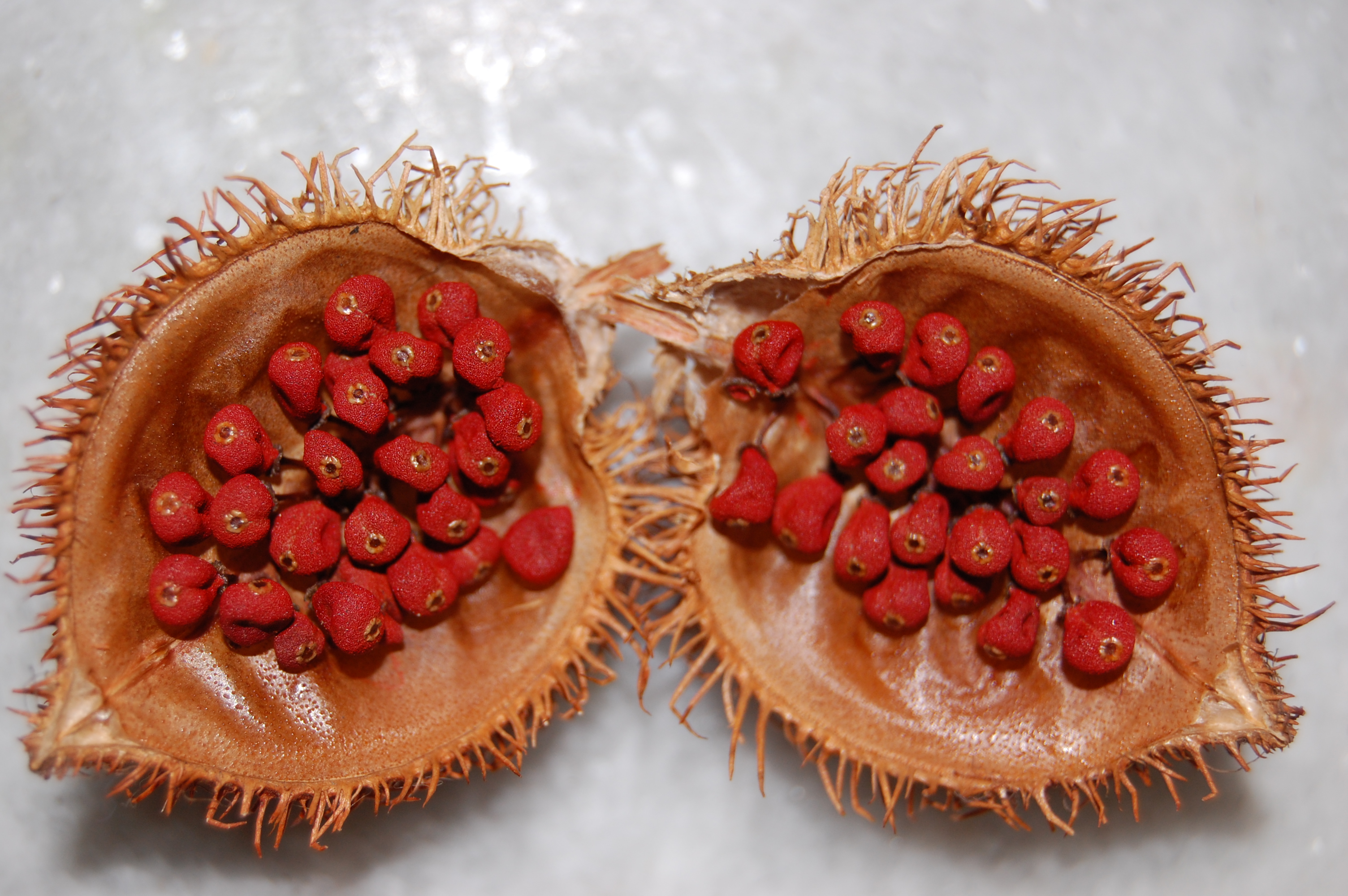
Semena oreláníku barvířského (Bixa orellana)
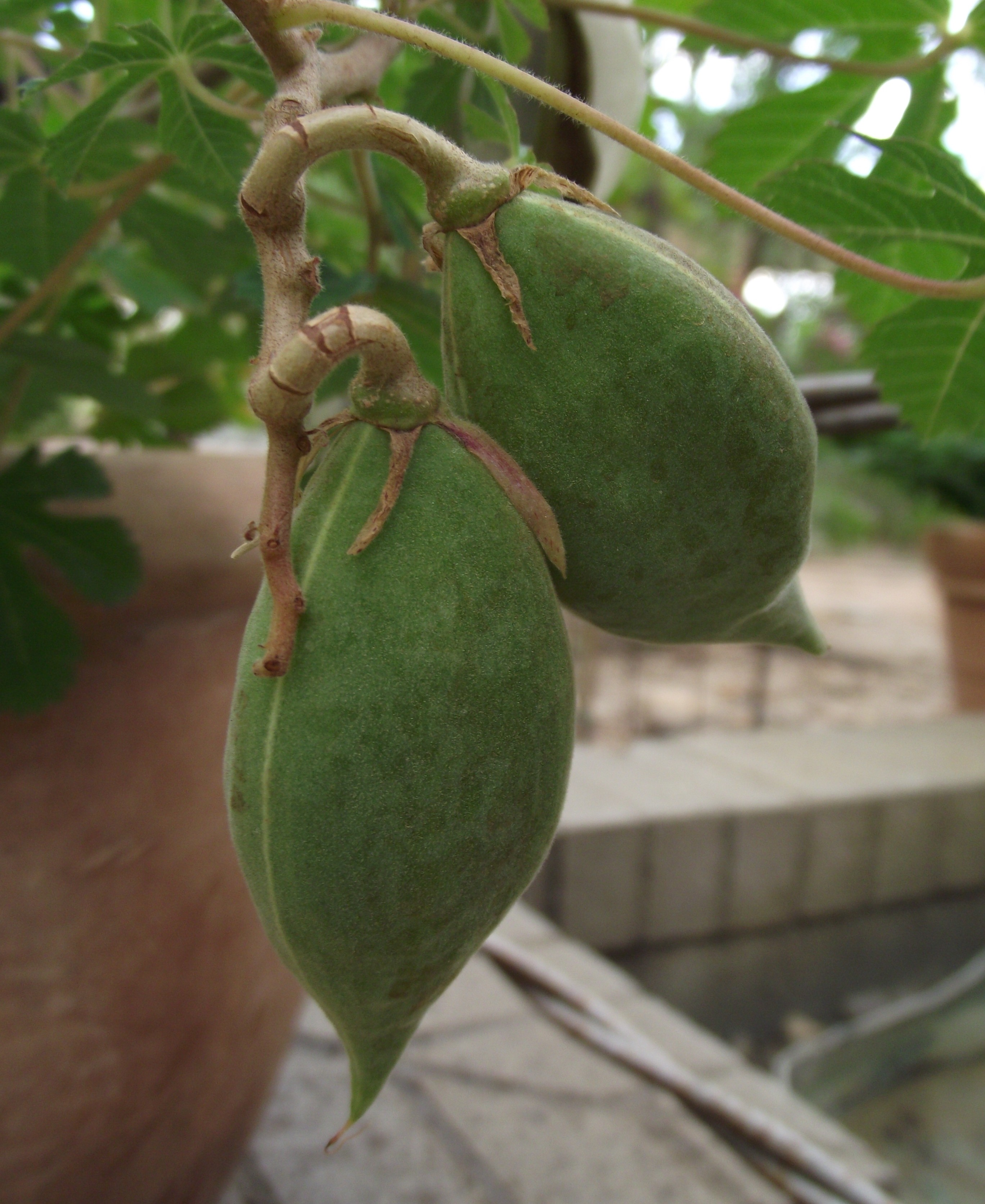
Plody Amoreuxia gonzalezii

## Rozšíření
Čeleď oreláníkovité zahrnuje 21 druhů ve 4 rodech. Největší rod je kochlospermum (Cochlospermum, 12 druhů). Oreláníkovité se vyskytují v tropech po celém světě, jejich areál je ale mezerovitý. Rod kochlospermum (Cochlospermum) je pantropický, zastoupený v Asii, Africe, Austrálii i tropické Americe. Oreláník (Bixa) roste v tropické Americe, rod Amoreuxia je rozšířen v Americe od jihozápadních USA po severozápad Jižní Ameriky, monotypický rod Diegodendron roste na Madagaskaru.
Většina druhů roste v nížinných oblastech tropů se suchou periodou. Některé druhy jsou díky rychlému růstu a množství semen běžnou součástí sekundární vegetace.

## Ekologické interakce
Mnoho zástupců této čeledi rozkvétá během suchého období a často v bezlistém stavu. Jsou opylovány pravděpodobně včelami.

## Taxonomie
V tradičních systémech byly stávající rody čeledi oreláníkovité řazeny až do 3 samostatných čeledí: Bixaceae, Cochlospermaceae a Diegodendraceae. Tyto čeledi byly nejčastěji kladeny do příbuzenstva čeledi cistovité (Cistaceae).
Příbuzenské vztahy k ostatním čeledím řádu slézotvaré (Malvales) jsou dosud nejasné.

## Zástupci
- kochlospermum (Cochlospermum)
- oreláník (Bixa)[3]

## Význam
Oreláník barvířský (Bixa orellana) byl pěstován jihoamerickými Indiány jako zdroj jasně červeného barviva dávno před příchodem Evropanů. Barvivo je známo jako urucú. V současnosti je používáno např. do rtěnek a k barvení potravin. Oreláník je využíván také v domorodé medicíně při léčení epilepsie, horečky, průjmů, nádorů, ledvinových a pohlavních chorobách a proti střevním parazitům.
Některé druhy rodu kochlospermum jsou v tropech pěstovány jako okrasné rostliny nápadné velkými žlutými květy.

## Přehled rodů
Amoreuxia, Bixa, Cochlospermum, Diegodendron